# Beauvallon
Beauvallon este o comună în departamentul Drôme din sud-estul Franței. În 2009 avea o populație de 1.602 de locuitori.

## Evoluția populației
| An        | 1975 | 1982  | 1990  | 1999  | 2006  | 2009  |
| --------- | ---- | ----- | ----- | ----- | ----- | ----- |
| Populație | 975  | 1.614 | 1.519 | 1.685 | 1.636 | 1.602 |